# Ministère de la Justice (Royaume-Uni)
Pour les autres articles nationaux ou selon les autres juridictions, voir Ministère de la Justice.
Le ministère de la Justice (Ministry of Justice ou MoJ) est un département exécutif responsable de la justice, des tribunaux, des prisons et des libertés conditionnelles en Angleterre et au Pays de Galles.
Il est dirigé par le secrétaire d'État à la Justice (Secretary of State for Justice) en tant que Lord Chancellor. Son siège est au 102 Petty France, à Londres.
Le ministère est responsable de certaines politiques constitutionnelles (ceux qui n'ont pas été transférés au vice-Premier ministre) et fut créé en 2007, par le Premier ministre Tony Blair, pour diviser les pouvoirs du département de l'Intérieur (Home Office), qui ne s'occupe désormais que de l'immigration, de la police et de l'antiterrorisme.

## Historique
Le ministère fut formé en 2007 après l'abolition du département des Affaires constitutionnelles (Department for Constitutional Affairs) et par la fusion avec le département de l'Intérieur (Home Office).

## Missions

### Royaume-Uni
Au Royaume-Uni, le MoJ traite les relations entre les trois administrations dévolues (gouvernement écossais, gouvernement gallois et exécutif nord-irlandais) et le gouvernement britannique. Il a la responsabilité de sécuriser l'administration des tribunaux dans tout le Royaume-Uni, des libertés civiles, de la liberté d'information, de la protection et de la diffusion des données, des réformes du droit et des obsèques nationales.
Le chef du département est à la fois secrétaire d'État à la Justice (Secretary of State for Justice) et Lord Chancelier (Lord Chancellor), comme la justice criminelle de la sécurité nationale, la politique judiciaire de l'Union européenne et internationale.

### Spécifiquement à l'Angleterre et au pays de Galles
Le MoJ n'a pas de responsabilité pour la dévolution de la justice criminelle, les tribunaux, les prisons et les libertés conditionnelles en Écosse et en Irlande du Nord, mais seulement en Angleterre et au pays de Galles. Dans cette juridiction, le MoJ est responsable de la gestion des contrevenants à la Loi depuis leur arrestation jusqu'à leur libération.
D'autres responsabilités limitées en Angleterre et au pays de Galles incluent l'administration des tribunaux, le cadastre, la gestion des enregistrements, l'aide et les services juridiques, la justice administrative, les tribunaux dévolus, les tutelles et curatelles, la loi et la justice civile, la justice familiale, la médecine légale.

## Direction
L'équipe ministérielle du MoJ actuelle est :
- Secrétaire d'État à la Justice : Shabana Mahmood
  - Ministre d'État aux Prisons, à la Libération conditionnelle et à la Probation : James Timpson
  - Ministre d'État aux Tribunaux et aux Services juridiques : Heidi Alexander
    - Sous-secrétaire d'État parlementaire aux Victimes : Alex Davies-Jones
    - Sous-secrétaire d'État parlementaire à la Justice : Frederick Ponsonby
    - Sous-secrétaire d'État parlementaire aux Peines : Nic Dakin

- Secrétaire permanent : Antonia Romeo.